# هجوم حماة 2014
هجوم حماة 2014، اسمه الرمزي غزوة بدر الشام الكبرى، كانت عملية عسكرية شنتها المعارضة السوريون خلال الحرب الأهلية السورية في الأجزاء الشمالية من محافظة حماة في محاولة للوصول إلى مطار حماة العسكري و‌عاصمة المحافظة. كما أطلق في محاولة لقطع خط الإمداد إلى حلب، وخاصه بعد أن سيطرت المعارضة على قرية الرهجان.
علي الرغم من أن الهجوم قوبل بالنجاح في البداية، فإن الجيش سرعان ما شن هجومًا مضادًا في 26 أغسطس، مما أدى إلى استعادة جميع الأراضي التي فقدت للمعارضة منذ 26 يوليو والسيطرة على أراض جديدة كانت سابقًا في حوزة المعارضة.